# Univerzalna tokarilica
Univerzalna tokarilica ili univerzalni tokarski stroj je najčešće u uporabi od svih vrsta tokarilica, s vodoravno postavljenim glavnim navojnim vretenom na kojem se mogu obavljati sve vrste obrade tokarenjem. Univerzalna tokarilica ima elektromotorni pogon (trofazni asinkroni kavezni elektromotor). Glavni prigon je spojen na glavno radno vreteno, na kojem se nalazi centrirajuća stezna glava (amerikaner). Iz dva posmična prigona izlaze navojno vreteno za tokarenje navoja i posmično (glatko) vreteno. Oba prolaze kroz suport. Navojno vreteno se spaja preko dvodjelne (rasklopne) matice i osigurava posmak suporta koji odgovara koraku tokarenog navoja. Posmično vreteno se u suportu spaja preko padnog puža, mehanizma koji omogućava uzdužni i/ili poprečni posmak kod tokarenja. Na suportu se nalazi držač noža u koji se upinju tokarski noževi. Suport klizi po vodilicama koje se nalaze na krevetu tokarilice. Na vodilice se može ugraditi i lineta, kojom se centriraju duža i tanja vratila, kao bi se izbjegao mogući progib i velike vibracije tijekom tokarenja. Konjić na kraju tokarilice služi za centriranje duljih predmeta zbog što točnije obrade. Na njima se osim operacija tokarenja (unutarnjeg i vanjskog obodnog tokarenja, konusnog tokarenja, planskog tokarenja, urezivanja i odrezivanja, profilnog i kruvuljnog tokarenja), mogu se izvoditi operacije bušenja, upuštanja, razvrtanja, rezanja unutrašnjih i vanjskih navoja, ljuštenja, vrtloženja, iztokarivanja.